# Klasa okręgowa (2023/2024)/Województwa łódzkie, małopolskie, mazowieckie i opolskie

## Województwo łódzkie

### Grupa Łódź

#### Drużyny
| Uczestnicy poprzedniej edycji                                                                                 | Uczestnicy poprzedniej edycji | Uczestnicy poprzedniej edycji | Uczestnicy poprzedniej edycji |
| --- | ----------------------------- | ----------------------------- | ----------------------------- |
| grupa Łódź |                               |                               |                               |
| STA | Stal Głowno                   | 2                             |                               |
| OPA | Orzeł Parzęczew               | 3                             |                               |
| POD | Ner Poddębice                 | 4                             |                               |
| KSA | GKS Ksawerów                  | 5                             |                               |
| PAB | Włókniarz Pabianice           | 6                             |                               |
| ZGI | Włókniarz Zgierz              | 8                             |                               |
| VRĄ | Victoria Rąbień               | 9                             |                               |
| IDO | Iskra Dobroń                  | 10                            |                               |
| TER | Termy Uniejów                 | 11                            |                               |
| KAS | KAS Konstantynów Łódzki       | 13                            |                               |
| grupa Piotrków Trybunalski                                                                                    |                               |                               |                               |
| LRÓ | LKS Różyca                    | 11                            |                               |
| Awans z klasy A 2022/2023                                                                                     |                               |                               |                               |
| grupa Łódź I                                                                                                  |                               |                               |                               |
| AK2 | AKS SMS II Łódź               | 1                             |                               |
| grupa Łódź II                                                                                                 |                               |                               |                               |
| ROS | Rosa Rosanów                  | 1                             |                               |
| grupa Łódź III                                                                                                |                               |                               |                               |
| OPI | Orzeł Piątkowisko             | 1                             |                               |
| OKA | Olimpia Karsznice             | 21                            |                               |
| grupa Łódź IV                                                                                                 |                               |                               |                               |
| OZO | Bzura Ozorków                 | 1                             |                               |
| Oznaczenia: - kolumna pierwsza – skróty nazw drużyn, - kolumna trzecia – miejsce zajęte w poprzednim sezonie. |                               |                               |                               |

Objaśnienia:
1. Olimpia Karsznice wygrała trójstopniowe baraże o awans do klasy okręgowej.

#### Tabela
| Lp. | Drużyna                 | M  | Z  | R | P  | Bramki | Bramki | Różn. | Pkt | Uwagi                       | Bezpośrednio |
| --- | ----------------------- | -- | -- | - | -- | ------ | ------ | ----- | --- | --------------------------- | ------------ |
| 1   | Ner Poddębice (M) (A)   | 30 | 24 | 3 | 3  | 123    | 25     | +98   | 75  | Awans do IV ligi            |              |
| 2   | GKS Ksawerów            | 30 | 23 | 4 | 3  | 113    | 36     | +77   | 73  |                             |              |
| 3   | Włókniarz Pabianice     | 30 | 20 | 3 | 7  | 88     | 45     | +43   | 63  |                             |              |
| 4   | Włókniarz Zgierz        | 30 | 20 | 2 | 8  | 107    | 55     | +52   | 62  | ZGI – LRÓ 0:4 LRÓ – ZGI 0:7 |              |
| 5   | LKS Różyca              | 30 | 20 | 2 | 8  | 104    | 55     | +49   | 62  | ZGI – LRÓ 0:4 LRÓ – ZGI 0:7 |              |
| 6   | Stal Głowno             | 30 | 17 | 4 | 9  | 91     | 36     | +55   | 55  |                             |              |
| 7   | Orzeł Parzęczew         | 30 | 17 | 3 | 10 | 62     | 32     | +30   | 54  |                             |              |
| 8   | AKS SMS II Łódź         | 30 | 13 | 2 | 15 | 71     | 72     | −1    | 41  |                             |              |
| 9   | KAS Konstantynów Łódzki | 30 | 9  | 8 | 13 | 56     | 61     | −5    | 35  | KAS – IDO 1:1 IDO – KAS 0:4 |              |
| 10  | Iskra Dobroń            | 30 | 10 | 5 | 15 | 58     | 79     | −21   | 35  | KAS – IDO 1:1 IDO – KAS 0:4 |              |
| 11  | Olimpia Karsznice       | 30 | 10 | 3 | 17 | 61     | 101    | −40   | 33  |                             |              |
| 12  | Victoria Rąbień         | 30 | 9  | 3 | 18 | 55     | 98     | −43   | 30  |                             |              |
| 13  | Termy Uniejów           | 30 | 9  | 2 | 19 | 53     | 89     | −36   | 29  |                             |              |
| 14  | Bzura Ozorków (S)       | 30 | 8  | 4 | 18 | 45     | 98     | −53   | 28  | Spadek do klasy A           |              |
| 15  | Rosa Rosanów (S)        | 30 | 5  | 2 | 23 | 33     | 101    | −68   | 17  | Spadek do klasy A           |              |
| 16  | Orzeł Piątkowisko (S)   | 30 | 0  | 2 | 28 | 21     | 158    | −137  | 2   | Spadek do klasy A           |              |

### Grupa Piotrków Trybunalski

#### Drużyny
| Uczestnicy poprzedniej edycji                                                                                 | Uczestnicy poprzedniej edycji  | Uczestnicy poprzedniej edycji | Uczestnicy poprzedniej edycji |
| --- | ------------------------------ | ----------------------------- | ----------------------------- |
| grupa Piotrków Trybunalski                                                                                    |                                |                               |                               |
| POG | Polonia Gorzędów               | 2                             |                               |
| GER | Gerlach Drzewica               | 3                             |                               |
| KOL | KKS Koluszki                   | 4                             |                               |
| PIL | Pilica Przedbórz               | 5                             |                               |
| LZJ | LZS Justynów                   | 6                             |                               |
| MOS | Włókniarz Moszczenica          | 7                             |                               |
| VIŻ | Victoria Żytno                 | 8                             |                               |
| KŻA | Kasztelan Żarnów               | 9                             |                               |
| CON | Concordia Piotrków Trybunalski | 10                            |                               |
| SLW | Start Lgota Wielka             | 12                            |                               |
| OM2 | Omega II Kleszczów             | 13                            |                               |
| grupa Łódź |                                |                               |                               |
| RZG | Zawisza Rzgów                  | 7                             |                               |
| Spadek z IV ligi 2022/2023                                                                                    |                                |                               |                               |
| grupa łódzka                                                                                                  |                                |                               |                               |
| STN | Stal Niewiadów                 | 16                            |                               |
| Awans z klasy A 2022/2023                                                                                     |                                |                               |                               |
| grupa Piotrków Trybunalski I                                                                                  |                                |                               |                               |
| KSM | KS Mniszków                    | 1                             |                               |
| grupa Piotrków Trybunalski II                                                                                 |                                |                               |                               |
| ESB | EBE SPN Bełchatów              | 1                             |                               |
| MIE | LKS Mierzyn                    | 21                            |                               |
| Oznaczenia: - kolumna pierwsza – skróty nazw drużyn, - kolumna trzecia – miejsce zajęte w poprzednim sezonie. |                                |                               |                               |

Objaśnienia:
1. Ze względu na rezygnację z awansu GKS-u Chojne po wygranych barażach, prawo do gry w klasie okręgowej uzyskał LKS Mierzyn[1].

#### Tabela
| Lp. | Drużyna                        | M  | Z  | R | P  | Bramki | Bramki | Różn. | Pkt | Uwagi                                  | Bezpośrednio      |
| --- | ------------------------------ | -- | -- | - | -- | ------ | ------ | ----- | --- | -------------------------------------- | ----------------- |
| 1   | Zawisza Rzgów (M) (A)          | 30 | 22 | 4 | 4  | 83     | 45     | +38   | 70  | Awans do IV ligi                       |                   |
| 2   | LZS Justynów                   | 30 | 22 | 3 | 5  | 81     | 32     | +49   | 69  |                                        |                   |
| 3   | Pilica Przedbórz               | 30 | 20 | 5 | 5  | 81     | 40     | +41   | 65  |                                        |                   |
| 4   | Stal Niewiadów                 | 30 | 18 | 6 | 6  | 86     | 42     | +44   | 60  |                                        |                   |
| 5   | Kasztelan Żarnów               | 30 | 17 | 4 | 9  | 66     | 39     | +27   | 55  |                                        |                   |
| 6   | Polonia Gorzędów               | 30 | 15 | 3 | 12 | 74     | 44     | +30   | 48  |                                        |                   |
| 7   | KKS Koluszki                   | 30 | 12 | 9 | 9  | 66     | 60     | +6    | 45  | Przeniesienie do grupy skierniewickiej |                   |
| 8   | EBE SPN Bełchatów              | 30 | 12 | 5 | 13 | 57     | 72     | −15   | 41  |                                        |                   |
| 9   | Gerlach Drzewica               | 30 | 11 | 4 | 15 | 50     | 52     | −2    | 37  |                                        |                   |
| 10  | KS Mniszków1                   | 30 | 9  | 7 | 14 | 47     | 68     | −21   | 34  | Drużyna wycofana                       |                   |
| 11  | Victoria Żytno                 | 30 | 9  | 4 | 17 | 59     | 78     | −19   | 31  |                                        |                   |
| 12  | Omega II Kleszczów             | 30 | 9  | 2 | 19 | 49     | 86     | −37   | 29  |                                        |                   |
| 13  | Concordia Piotrków Trybunalski | 30 | 8  | 4 | 18 | 39     | 67     | −28   | 28  |                                        |                   |
| 14  | LKS Mierzyn1                   | 30 | 7  | 5 | 18 | 39     | 72     | −33   | 26  | MIE – MOS 2:0 MOS – MIE 4:3            |                   |
| 15  | Włókniarz Moszczenica (S)      | 30 | 8  | 2 | 20 | 50     | 85     | −35   | 26  | MIE – MOS 2:0 MOS – MIE 4:3            | Spadek do klasy A |
| 16  | Start Lgota Wielka (S)         | 30 | 6  | 3 | 21 | 34     | 79     | −45   | 21  |                                        | Spadek do klasy A |

### Grupa Sieradz

#### Drużyny
| Uczestnicy poprzedniej edycji                                                                                 | Uczestnicy poprzedniej edycji | Uczestnicy poprzedniej edycji | Uczestnicy poprzedniej edycji |
| --- | ----------------------------- | ----------------------------- | ----------------------------- |
| SD2 | Warta II Sieradz              | 1                             |                               |
| ZŁO | Złoczevia Złoczew             | 3                             |                               |
| BŁA | Piast Błaszki                 | 4                             |                               |
| TSJ | TS Janiszewice                | 5                             |                               |
| WAR | Jutrzenka Warta               | 6                             |                               |
| TĘB | Tęcza Brodnia                 | 72                            |                               |
| RZĄ | Czarni Rząśnia                | 8                             |                               |
| PRW | Prosna Wieruszów              | 9                             |                               |
| MLKS | MLKS Konopnica                | 10                            |                               |
| LZS | LZS Brąszewice                | 11                            |                               |
| KKA | KS Karsznice                  | 122                           |                               |
| GGO | GKS Goszczanów                | 13                            |                               |
| Spadek z IV ligi 2022/2023                                                                                    |                               |                               |                               |
| grupa łódzka                                                                                                  |                               |                               |                               |
| ZWO | Pogoń Zduńska Wola            | 18                            |                               |
| WWI | WKS 1957 Wieluń               | 19                            |                               |
| Awans z klasy A 2022/2023                                                                                     |                               |                               |                               |
| grupa Sieradz I                                                                                               |                               |                               |                               |
| EKO | Ekolog Wojsławice             | 1                             |                               |
| grupa Sieradz II                                                                                              |                               |                               |                               |
| UGA | UKS Galewice                  | 1                             |                               |
| Oznaczenia: - kolumna pierwsza – skróty nazw drużyn, - kolumna trzecia – miejsce zajęte w poprzednim sezonie. |                               |                               |                               |

Objaśnienia:
1. Warta II Sieradz zrezygnowała z awansu do IV ligi, w związku z czym awansowała Warta Działoszyn[3].
2. KS Karsznice i Tęcza Brodnia wycofały się z rozgrywek po rundzie jesiennej.

#### Tabela
| Lp. | Drużyna                 | M  | Z  | R  | P  | Bramki | Bramki | Różn. | Pkt | Uwagi             | Bezpośrednio |
| --- | ----------------------- | -- | -- | -- | -- | ------ | ------ | ----- | --- | ----------------- | ------------ |
| 1   | WKS 1957 Wieluń (M) (A) | 30 | 24 | 2  | 4  | 75     | 28     | +47   | 74  | Awans do IV ligi  |              |
| 2   | Złoczevia Złoczew       | 30 | 18 | 5  | 7  | 66     | 36     | +30   | 59  |                   |              |
| 3   | Warta II Sieradz        | 30 | 17 | 5  | 8  | 64     | 39     | +25   | 56  |                   |              |
| 4   | Prosna Wieruszów        | 30 | 14 | 10 | 6  | 60     | 35     | +25   | 52  |                   |              |
| 5   | Jutrzenka Warta         | 30 | 16 | 3  | 11 | 66     | 49     | +17   | 51  |                   |              |
| 6   | LZS Brąszewice          | 30 | 15 | 5  | 10 | 61     | 45     | +16   | 50  |                   |              |
| 7   | Ekolog Wojsławice       | 30 | 14 | 6  | 10 | 68     | 49     | +19   | 48  |                   |              |
| 8   | Czarni Rząśnia2         | 30 | 13 | 6  | 11 | 67     | 54     | +13   | 45  | Drużyna wycofana  |              |
| 9   | MLKS Konopnica          | 30 | 14 | 2  | 14 | 52     | 59     | −7    | 44  |                   |              |
| 10  | TS Janiszewice          | 30 | 13 | 4  | 13 | 49     | 60     | −11   | 43  |                   |              |
| 11  | Pogoń Zduńska Wola      | 30 | 13 | 3  | 14 | 61     | 46     | +15   | 42  |                   |              |
| 12  | UKS Galewice            | 30 | 9  | 10 | 11 | 52     | 43     | +9    | 37  |                   |              |
| 13  | Piast Błaszki           | 30 | 10 | 5  | 15 | 55     | 54     | +1    | 35  |                   |              |
| 14  | GKS Goszczanów (S)      | 30 | 3  | 0  | 27 | 19     | 134    | −115  | 9   | Spadek do klasy A |              |
| 15  | Tęcza Brodnia1          | 30 | 11 | 1  | 18 | 55     | 60     | −5    | 34  | Drużyna wycofana  |              |
| -   | KS Karsznice1           | 30 | 1  | 1  | 28 | 10     | 95     | −85   | 4   | Drużyna wycofana  |              |

### Grupa Skierniewice

#### Drużyny
| Uczestnicy poprzedniej edycji                                                                                 | Uczestnicy poprzedniej edycji | Uczestnicy poprzedniej edycji | Uczestnicy poprzedniej edycji |
| --- | ----------------------------- | ----------------------------- | ----------------------------- |
| grupa Skierniewice                                                                                            |                               |                               |                               |
| ONI | Orzeł Nieborów                | 2                             |                               |
| MRM | Mazovia Rawa Mazowiecka       | 3                             |                               |
| OCH | Olimpia Chąśno                | 4                             |                               |
| ST2 | Unia II Skierniewice          | 5                             |                               |
| WSK | Widok Skierniewice            | 6                             |                               |
| BED | GKS Bedlno                    | 7                             |                               |
| MNK | Manchatan Nowy Kawęczyn       | 8                             |                               |
| KU2 | KS II Kutno                   | 9                             |                               |
| JVE | Juvenia Wysokienice           | 10                            |                               |
| PE2 | Pelikan II Łowicz             | 11                            |                               |
| GLKS | GLKS Wołucza                  | 12                            |                               |
| NDŹ | Olimpia Niedźwiada            | 131                           |                               |
| grupa Łódź |                               |                               |                               |
| USŁ | UKS SMS Łódź                  | 12                            |                               |
| Spadek z IV ligi 2022/2023                                                                                    |                               |                               |                               |
| grupa łódzka                                                                                                  |                               |                               |                               |
| DRZ | Jutrzenka Drzewce             | 17                            |                               |
| Awans z klasy A 2022/2023                                                                                     |                               |                               |                               |
| grupa Skierniewice I                                                                                          |                               |                               |                               |
| CBE | Czarni Bednary                | 1                             |                               |
| grupa Skierniewice II                                                                                         |                               |                               |                               |
| LŁY | Laktoza Łyszkowice            | 1                             |                               |
| Oznaczenia: - kolumna pierwsza – skróty nazw drużyn, - kolumna trzecia – miejsce zajęte w poprzednim sezonie. |                               |                               |                               |

Objaśnienia:
1. Olimpia Niedźwiada wycofała się po rundzie jesiennej.

#### Tabela
| Lp. | Drużyna                 | M  | Z  | R | P  | Bramki | Bramki | Różn. | Pkt | Uwagi                       | Bezpośrednio |
| --- | ----------------------- | -- | -- | - | -- | ------ | ------ | ----- | --- | --------------------------- | ------------ |
| 1   | Orzeł Nieborów (M) (A)  | 30 | 22 | 3 | 5  | 78     | 40     | +38   | 69  | Awans do IV ligi            |              |
| 2   | Mazovia Rawa Mazowiecka | 30 | 20 | 5 | 5  | 79     | 34     | +45   | 65  |                             |              |
| 3   | Laktoza Łyszkowice      | 30 | 21 | 1 | 8  | 90     | 50     | +40   | 64  |                             |              |
| 4   | Olimpia Chąśno          | 30 | 19 | 4 | 7  | 96     | 26     | +70   | 61  |                             |              |
| 5   | Manchatan Nowy Kawęczyn | 30 | 16 | 3 | 11 | 89     | 76     | +13   | 51  |                             |              |
| 6   | Unia II Skierniewice    | 30 | 15 | 5 | 10 | 78     | 68     | +10   | 50  |                             |              |
| 7   | Widok Skierniewice      | 30 | 16 | 1 | 13 | 84     | 69     | +15   | 49  |                             |              |
| 8   | GKS Bedlno              | 30 | 14 | 2 | 14 | 77     | 62     | +15   | 44  |                             |              |
| 9   | Juvenia Wysokienice     | 30 | 13 | 4 | 13 | 89     | 78     | +11   | 43  | JVE – DRZ 1:2 DRZ – JVE 0:2 |              |
| 10  | Jutrzenka Drzewce       | 30 | 14 | 1 | 15 | 59     | 60     | −1    | 43  | JVE – DRZ 1:2 DRZ – JVE 0:2 |              |
| 11  | UKS SMS Łódź            | 30 | 12 | 6 | 12 | 75     | 48     | +27   | 42  |                             |              |
| 12  | KS II Kutno             | 30 | 11 | 4 | 15 | 50     | 69     | −19   | 37  |                             |              |
| 13  | GLKS Wołucza            | 30 | 10 | 2 | 18 | 47     | 73     | −26   | 32  |                             |              |
| 14  | Pelikan II Łowicz (S)   | 30 | 7  | 1 | 22 | 57     | 117    | −60   | 22  | Spadek do klasy A           |              |
| 15  | Czarni Bednary (S)      | 30 | 4  | 4 | 22 | 40     | 120    | −80   | 16  | Spadek do klasy A           |              |
| 16  | Olimpia Niedźwiada1     | 30 | 1  | 4 | 25 | 26     | 124    | −98   | 7   | Drużyna wycofana            |              |

## Województwo małopolskie

### Grupa Kraków I

#### Drużyny
| Uczestnicy poprzedniej edycji                                                                                 | Uczestnicy poprzedniej edycji | Uczestnicy poprzedniej edycji | Uczestnicy poprzedniej edycji |
| --- | ----------------------------- | ----------------------------- | ----------------------------- |
| grupa Kraków I                                                                                                |                               |                               |                               |
| PRZ | Przebój Wolbrom               | 21                            |                               |
| PRO | Proszowianka Proszowice       | 3                             |                               |
| PIL | Piliczanka Pilica             | 4                             |                               |
| ŚKR | Świt Krzeszowice              | 5                             |                               |
| LBY | Legion Bydlin                 | 6                             |                               |
| PRK | Przemsza Klucze               | 7                             |                               |
| ZZI | Zieleńczanka Zielonki         | 8                             |                               |
| PRP | Promień Przeginia             | 9                             |                               |
| LSK | LKS Skała 2004                | 10                            |                               |
| BOL | Bolesław Bukowno              | 11                            |                               |
| OŁB | Orzeł Bębło                   | 12                            |                               |
| grupa Kraków II                                                                                               |                               |                               |                               |
| PWO | Piast Wołowice                | 132                           |                               |
| Awans z klasy A 2022/2023                                                                                     |                               |                               |                               |
| grupa Kraków I                                                                                                |                               |                               |                               |
| NIE | LKS Niedźwiedź                | 1                             |                               |
| grupa Olkusz                                                                                                  |                               |                               |                               |
| LAL | Laskowianka Laski             | 1                             |                               |
| Oznaczenia: - kolumna pierwsza – skróty nazw drużyn, - kolumna trzecia – miejsce zajęte w poprzednim sezonie. |                               |                               |                               |

Objaśnienia:
1. Przebój Wolbrom przegrał baraże o awans do V ligi z Orłem Piaski Wielkie.
2. Ze względu na wycofanie się z grupy Kraków III Puszczy II Niepołomice, w klasie okręgowej utrzymał się Piast Wołowice jako najlepszy zespół z 13. miejsca z 3 grup krakowskich klasy okręgowej[5].

#### Tabela
| Lp. | Drużyna                   | M  | Z  | R | P  | Bramki | Bramki | Różn. | Pkt | Uwagi                                 | Bezpośrednio                |
| --- | ------------------------- | -- | -- | - | -- | ------ | ------ | ----- | --- | ------------------------------------- | --------------------------- |
| 1   | Przebój Wolbrom (M) (A)   | 26 | 21 | 3 | 2  | 67     | 17     | +50   | 66  | Awans do V ligi                       |                             |
| 2   | Zieleńczanka Zielonki (B) | 26 | 16 | 6 | 4  | 73     | 35     | +38   | 54  | Baraże o awans do V ligi              |                             |
| 3   | Legion Bydlin             | 26 | 15 | 8 | 3  | 67     | 27     | +40   | 53  |                                       |                             |
| 4   | Przemsza Klucze           | 26 | 13 | 5 | 8  | 55     | 37     | +18   | 44  | PRK – PRO 2:0 PRO – PRK 0:1           |                             |
| 5   | Proszowianka Proszowice   | 26 | 13 | 5 | 8  | 54     | 33     | +21   | 44  | PRK – PRO 2:0 PRO – PRK 0:1           |                             |
| 6   | Świt Krzeszowice          | 26 | 12 | 2 | 12 | 65     | 42     | +23   | 38  |                                       |                             |
| 7   | Promień Przeginia         | 26 | 9  | 4 | 13 | 51     | 76     | −25   | 31  | PRP – LSK 7:2 LSK – PRP 1:1           |                             |
| 8   | LKS Skała 2004            | 26 | 9  | 4 | 13 | 32     | 73     | −41   | 31  | PRP – LSK 7:2 LSK – PRP 1:1           |                             |
| 9   | Piliczanka Pilica         | 26 | 7  | 9 | 10 | 45     | 44     | +1    | 30  |                                       |                             |
| 10  | LKS Niedźwiedź            | 26 | 7  | 7 | 12 | 41     | 42     | −1    | 28  |                                       |                             |
| 11  | Piast Wołowice            | 26 | 7  | 5 | 14 | 34     | 58     | −24   | 26  | Przeniesienie do grupy krakowskiej II | PWO – BOL 4:1 BOL – PWO 1:2 |
| 12  | Bolesław Bukowno1         | 26 | 7  | 5 | 14 | 35     | 56     | −21   | 26  |                                       | PWO – BOL 4:1 BOL – PWO 1:2 |
| 13  | Laskowianka Laski (S)     | 26 | 6  | 6 | 14 | 35     | 62     | −27   | 24  | Spadek do klasy A                     |                             |
| 14  | Orzeł Bębło (S)           | 26 | 5  | 1 | 20 | 33     | 85     | −52   | 16  | Spadek do klasy A                     |                             |

### Grupa Kraków II

#### Drużyny
| Uczestnicy poprzedniej edycji                                                                                 | Uczestnicy poprzedniej edycji | Uczestnicy poprzedniej edycji | Uczestnicy poprzedniej edycji |
| --- | ----------------------------- | ----------------------------- | ----------------------------- |
| PKR | Prądniczanka Kraków           | 3                             |                               |
| KMZ | Kmita Zabierzów               | 4                             |                               |
| KAS | Kaszowianka Kaszów            | 5                             |                               |
| PDO | Partyzant Dojazdów            | 6                             |                               |
| PSK | Pogoń Skotniki                | 7                             |                               |
| KAB | Kabel Kraków                  | 8                             |                               |
| BKA | Bronowianka Kraków            | 9                             |                               |
| PRO | Kolejarz Prokocim             | 10                            |                               |
| SKS | Skawinka Skawina              | 11                            |                               |
| GĘK | Grębałowianka Kraków          | 12                            |                               |
| Spadek z V ligi 2022/2023                                                                                     |                               |                               |                               |
| grupa małopolska zachodnia                                                                                    |                               |                               |                               |
| RUD | Orlęta Rudawa                 | 13                            |                               |
| CLE | Clepardia Kraków              | 15                            |                               |
| Awans z klasy A 2022/2023                                                                                     |                               |                               |                               |
| grupa Kraków II                                                                                               |                               |                               |                               |
| GŚC | Gwiazda Ściejowice            | 1                             |                               |
| grupa Kraków III                                                                                              |                               |                               |                               |
| BKR | Bieżanowianka Kraków          | 1                             |                               |
| Oznaczenia: - kolumna pierwsza – skróty nazw drużyn, - kolumna trzecia – miejsce zajęte w poprzednim sezonie. |                               |                               |                               |

#### Tabela
| Lp. | Drużyna                  | M  | Z  | R | P  | Bramki | Bramki | Różn. | Pkt | Uwagi                       | Bezpośrednio                           |
| --- | ------------------------ | -- | -- | - | -- | ------ | ------ | ----- | --- | --------------------------- | -------------------------------------- |
| 1   | Kmita Zabierzów (M) (A)  | 26 | 21 | 1 | 4  | 79     | 19     | +60   | 64  | Awans do V ligi             |                                        |
| 2   | Pogoń Skotniki (B)       | 26 | 20 | 2 | 4  | 78     | 23     | +55   | 62  | Baraże o awans do V ligi    |                                        |
| 3   | Clepardia Kraków         | 26 | 15 | 4 | 7  | 59     | 34     | +25   | 49  |                             |                                        |
| 4   | Grębałowianka Kraków     | 26 | 14 | 5 | 7  | 36     | 38     | −2    | 47  |                             |                                        |
| 5   | Prądniczanka Kraków      | 26 | 12 | 8 | 6  | 61     | 43     | +18   | 44  | PKR – PDO 5:1 PDO – PKR 0:0 |                                        |
| 6   | Partyzant Dojazdów       | 26 | 12 | 8 | 6  | 58     | 39     | +19   | 44  | PKR – PDO 5:1 PDO – PKR 0:0 | Przeniesienie do grupy krakowskiej III |
| 7   | Kabel Kraków             | 26 | 11 | 3 | 12 | 42     | 31     | +11   | 36  |                             |                                        |
| 8   | Kaszowianka Kaszów       | 26 | 9  | 4 | 13 | 38     | 57     | −19   | 31  |                             |                                        |
| 9   | Bronowianka Kraków       | 26 | 9  | 3 | 14 | 38     | 57     | −19   | 30  |                             |                                        |
| 10  | Orlęta Rudawa            | 26 | 7  | 6 | 13 | 37     | 52     | −15   | 27  |                             |                                        |
| 11  | Kolejarz Prokocim        | 26 | 6  | 8 | 12 | 45     | 55     | −10   | 26  |                             |                                        |
| 12  | Skawinka Skawina (S)     | 26 | 7  | 4 | 15 | 43     | 82     | −39   | 25  | Spadek do klasy A           |                                        |
| 13  | Gwiazda Ściejowice (S)   | 26 | 5  | 3 | 18 | 40     | 86     | −46   | 18  | Spadek do klasy A           |                                        |
| 14  | Bieżanowianka Kraków (S) | 26 | 3  | 3 | 20 | 30     | 74     | −44   | 12  | Spadek do klasy A           |                                        |

### Grupa Kraków III

#### Drużyny
| Uczestnicy poprzedniej edycji                                                                                 | Uczestnicy poprzedniej edycji | Uczestnicy poprzedniej edycji | Uczestnicy poprzedniej edycji |
| --- | ----------------------------- | ----------------------------- | ----------------------------- |
| GÓR | Górnik Wieliczka              | 21                            |                               |
| OMY | Orzeł Myślenice               | 4                             |                               |
| TRZ | Tempo Rzeszotary              | 5                             |                               |
| RAB | Raba Dobczyce                 | 6                             |                               |
| WRW | Wróblowianka Wróblowice       | 7                             |                               |
| BBO | Błękitni Bodzanów             | 8                             |                               |
| POC | Pasternik Ochojno             | 9                             |                               |
| JOR | Jordan Sum Zakliczyn          | 10                            |                               |
| ZSZ | Zryw Szarów                   | 11                            |                               |
| ŚLE | LKS Śledziejowice             | 12                            |                               |
| ZIW | Zielonka Wrząsowice           | 132                           |                               |
| Spadek z V ligi 2022/2023                                                                                     |                               |                               |                               |
| grupa małopolska zachodnia                                                                                    |                               |                               |                               |
| ZJE | Zjednoczeni Branice           | 14                            |                               |
| Awans z klasy A 2022/2023                                                                                     |                               |                               |                               |
| grupa Myślenice                                                                                               |                               |                               |                               |
| HKR | Hejnał Krzyszkowice           | 1                             |                               |
| grupa Wieliczka                                                                                               |                               |                               |                               |
| GGD | Gdovia Gdów                   | 1                             |                               |
| Oznaczenia: - kolumna pierwsza – skróty nazw drużyn, - kolumna trzecia – miejsce zajęte w poprzednim sezonie. |                               |                               |                               |

Objaśnienia:
1. Górnik Wieliczka przegrał baraże o awans do V ligi z Orłem Piaski Wielkie.
2. W związku z nieprzystąpieniem Słomniczanki Słomniki (drużyny wycofanej po rundzie jesiennej z IV ligi) do rozgrywek klasy okręgowej, w rozgrywkach utrzymała się Zielonka Wrząsowice[7].

#### Tabela
| Lp. | Drużyna                 | M  | Z  | R | P  | Bramki | Bramki | Różn. | Pkt | Uwagi                    | Bezpośrednio |
| --- | ----------------------- | -- | -- | - | -- | ------ | ------ | ----- | --- | ------------------------ | ------------ |
| 1   | Raba Dobczyce (M) (A)   | 26 | 21 | 2 | 3  | 66     | 23     | +43   | 65  | Awans do V ligi          |              |
| 2   | Orzeł Myślenice (B)     | 26 | 19 | 3 | 4  | 85     | 33     | +52   | 60  | Baraże o awans do V ligi |              |
| 3   | Gdovia Gdów             | 26 | 16 | 5 | 5  | 79     | 41     | +38   | 53  |                          |              |
| 4   | Górnik Wieliczka        | 26 | 15 | 3 | 8  | 71     | 49     | +22   | 48  |                          |              |
| 5   | Tempo Rzeszotary        | 26 | 15 | 1 | 10 | 57     | 47     | +10   | 46  |                          |              |
| 6   | Zjednoczeni Branice     | 26 | 13 | 5 | 8  | 63     | 45     | +18   | 44  |                          |              |
| 7   | LKS Śledziejowice       | 26 | 12 | 3 | 11 | 55     | 53     | +2    | 39  |                          |              |
| 8   | Błękitni Bodzanów       | 26 | 10 | 4 | 12 | 36     | 55     | −19   | 34  |                          |              |
| 9   | Jordan Sum Zakliczyn    | 26 | 10 | 3 | 13 | 58     | 51     | +7    | 33  |                          |              |
| 10  | Wróblowianka Wróblowice | 26 | 9  | 4 | 13 | 54     | 47     | +7    | 31  |                          |              |
| 11  | Pasternik Ochojno       | 26 | 8  | 4 | 14 | 38     | 58     | −20   | 28  |                          |              |
| 12  | Zryw Szarów1 (S)        | 26 | 6  | 8 | 12 | 33     | 45     | −12   | 26  | Spadek do klasy A        |              |
| 13  | Hejnał Krzyszkowice2    | 26 | 2  | 2 | 22 | 32     | 108    | −76   | 8   | Drużyna wycofana         |              |
| 14  | Zielonka Wrząsowice (S) | 26 | 2  | 1 | 23 | 20     | 92     | −72   | 7   | Spadek do klasy A        |              |

### Grupa Nowy Sącz I

#### Drużyny
| Uczestnicy poprzedniej edycji                                                                                 | Uczestnicy poprzedniej edycji | Uczestnicy poprzedniej edycji | Uczestnicy poprzedniej edycji |
| --- | ----------------------------- | ----------------------------- | ----------------------------- |
| LZA | LKS Zagórzany                 | 3                             |                               |
| STS | Sokół Stary Sącz              | 4                             |                               |
| ULKS | ULKS Korzenna                 | 5                             |                               |
| GPO | Gród Podegrodzie              | 6                             |                               |
| HTĘ | Hart Tęgoborze                | 7                             |                               |
| RYT | Poprad Rytro                  | 8                             |                               |
| ŁŁD | Łosoś Łososina Dolna          | 9                             |                               |
| SKW | Skalnik Kamionka Wielka       | 10                            |                               |
| BIE | Biegoniczanka Nowy Sącz       | 11                            |                               |
| ZŁĄ | Zyndram Łącko                 | 12                            |                               |
| KOB | LKS Kobylanka                 | 13                            |                               |
| APA | Amator Paszyn                 | 14                            |                               |
| Awans z klasy A 2022/2023                                                                                     |                               |                               |                               |
| grupa Nowy Sącz I                                                                                             |                               |                               |                               |
| ZRO | Zawisza Rożnów                | 1                             |                               |
| grupa Nowy Sącz II                                                                                            |                               |                               |                               |
| LRO | LKS Ropa                      | 1                             |                               |
| Oznaczenia: - kolumna pierwsza – skróty nazw drużyn, - kolumna trzecia – miejsce zajęte w poprzednim sezonie. |                               |                               |                               |

#### Tabela
| Lp. | Drużyna                  | M  | Z  | R | P  | Bramki | Bramki | Różn. | Pkt | Uwagi                       | Bezpośrednio |
| --- | ------------------------ | -- | -- | - | -- | ------ | ------ | ----- | --- | --------------------------- | ------------ |
| 1   | Gród Podegrodzie (M) (A) | 26 | 22 | 1 | 3  | 92     | 23     | +69   | 67  | Awans do V ligi             |              |
| 2   | LKS Zagórzany (B)        | 26 | 19 | 4 | 3  | 81     | 26     | +55   | 61  | Baraże o awans do V ligi    |              |
| 3   | Poprad Rytro             | 26 | 19 | 3 | 4  | 84     | 25     | +59   | 60  |                             |              |
| 4   | Skalnik Kamionka Wielka  | 26 | 18 | 2 | 6  | 65     | 31     | +34   | 56  |                             |              |
| 5   | Hart Tęgoborze           | 26 | 12 | 5 | 9  | 45     | 43     | +2    | 41  |                             |              |
| 6   | Biegoniczanka Nowy Sącz  | 26 | 10 | 7 | 9  | 66     | 54     | +12   | 37  | BIE – ZRO 2:2 ZRO – BIE 0:0 |              |
| 7   | Zawisza Rożnów           | 26 | 11 | 4 | 11 | 52     | 51     | +1    | 37  | BIE – ZRO 2:2 ZRO – BIE 0:0 |              |
| 8   | LKS Kobylanka            | 26 | 10 | 4 | 12 | 42     | 54     | −12   | 34  |                             |              |
| 9   | Łosoś Łososina Dolna     | 26 | 9  | 3 | 14 | 55     | 65     | −10   | 30  |                             |              |
| 10  | Zyndram Łącko            | 26 | 8  | 3 | 15 | 30     | 57     | −27   | 27  |                             |              |
| 11  | Sokół Stary Sącz         | 26 | 8  | 2 | 16 | 45     | 71     | −26   | 26  |                             |              |
| 12  | ULKS Korzenna            | 26 | 5  | 8 | 13 | 46     | 48     | −2    | 23  |                             |              |
| 13  | LKS Ropa (S)             | 26 | 3  | 2 | 21 | 26     | 117    | −91   | 11  | Spadek do klasy A           |              |
| 14  | Amator Paszyn (S)        | 26 | 2  | 4 | 20 | 25     | 89     | −64   | 10  | Spadek do klasy A           |              |

### Grupa Nowy Sącz II

#### Drużyny
| Uczestnicy poprzedniej edycji                                                                                 | Uczestnicy poprzedniej edycji | Uczestnicy poprzedniej edycji | Uczestnicy poprzedniej edycji |
| --- | ----------------------------- | ----------------------------- | ----------------------------- |
| ORW | Orkan Raba Wyżna              | 21                            |                               |
| WIL | Wiatr Ludźmierz               | 3                             |                               |
| WAK | Huragan Waksmund              | 4                             |                               |
| KPR | Krokus Przyszowa              | 5                             |                               |
| PLI | Płomień Limanowa              | 6                             |                               |
| JJO | Jordan Jordanów               | 7                             |                               |
| AKU | AKS Ujanowice                 | 8                             |                               |
| GOR | Gorce Kamienica               | 9                             |                               |
| ZBT | Zawrat Bukowina Tatrzańska    | 10                            |                               |
| SŁS | Słomka Siekierczyna           | 11                            |                               |
| TMD | Turbacz Mszana Dolna          | 12                            |                               |
| BGL | Babia Góra Lipnica Wielka     | 13                            |                               |
| Awans z klasy A 2022/2023                                                                                     |                               |                               |                               |
| grupa Limanowa                                                                                                |                               |                               |                               |
| LJŁ | LKS Jodłownik                 | 1                             |                               |
| grupa Podhale                                                                                                 |                               |                               |                               |
| LTY | Lubań Tylmanowa               | 1                             |                               |
| Oznaczenia: - kolumna pierwsza – skróty nazw drużyn, - kolumna trzecia – miejsce zajęte w poprzednim sezonie. |                               |                               |                               |

Objaśnienia:
1. Orkan Raba Wyżna przegrał baraże o awans do V ligi z LKS-em Rzuchowa.

#### Tabela
| Lp. | Drużyna                    | M  | Z  | R | P  | Bramki | Bramki | Różn. | Pkt | Uwagi                       | Bezpośrednio |
| --- | -------------------------- | -- | -- | - | -- | ------ | ------ | ----- | --- | --------------------------- | ------------ |
| 1   | Jordan Jordanów (M) (A)    | 26 | 19 | 3 | 4  | 101    | 37     | +64   | 60  | Awans do V ligi             |              |
| 2   | Huragan Waksmund (B)       | 26 | 17 | 6 | 3  | 66     | 26     | +40   | 57  | Baraże o awans do V ligi    |              |
| 3   | Zawrat Bukowina Tatrzańska | 26 | 14 | 7 | 5  | 55     | 29     | +26   | 49  |                             |              |
| 4   | Lubań Tylmanowa            | 26 | 14 | 5 | 7  | 80     | 61     | +19   | 47  | LTY – ORW 8:3 ORW – LTY 3:4 |              |
| 5   | Orkan Raba Wyżna           | 26 | 15 | 2 | 9  | 68     | 52     | +16   | 47  | LTY – ORW 8:3 ORW – LTY 3:4 |              |
| 6   | Turbacz Mszana Dolna       | 26 | 15 | 1 | 10 | 71     | 48     | +23   | 46  |                             |              |
| 7   | Wiatr Ludźmierz            | 26 | 12 | 2 | 12 | 44     | 59     | −15   | 38  |                             |              |
| 8   | Babia Góra Lipnica Wielka  | 26 | 12 | 0 | 14 | 62     | 59     | +3    | 36  |                             |              |
| 9   | AKS Ujanowice              | 26 | 10 | 3 | 13 | 42     | 48     | −6    | 33  |                             |              |
| 10  | Krokus Przyszowa           | 26 | 9  | 4 | 13 | 33     | 45     | −12   | 31  |                             |              |
| 11  | LKS Jodłownik              | 26 | 8  | 3 | 15 | 43     | 57     | −14   | 27  |                             |              |
| 12  | Płomień Limanowa (S)       | 26 | 8  | 2 | 16 | 51     | 82     | −31   | 26  | Spadek do klasy A           |              |
| 13  | Gorce Kamienica (S)        | 26 | 5  | 4 | 17 | 42     | 73     | −31   | 19  | Spadek do klasy A           |              |
| 14  | Słomka Siekierczyna (S)    | 26 | 2  | 2 | 22 | 23     | 105    | −82   | 8   | Spadek do klasy A           |              |

### Grupa Tarnów I

#### Drużyny
| Uczestnicy poprzedniej edycji                                                                                 | Uczestnicy poprzedniej edycji | Uczestnicy poprzedniej edycji | Uczestnicy poprzedniej edycji |
| --- | ----------------------------- | ----------------------------- | ----------------------------- |
| SMA | Sokół Maszkienice             | 21                            |                               |
| RYL | Rylovia Rylowa                | 3                             |                               |
| BPR | Błyskawica Proszówki          | 4                             |                               |
| NAS | Naprzód Sobolów               | 5                             |                               |
| LPS | LKS Poręba Spytkowska         | 6                             |                               |
| AOL | Arkadia Olszyny               | 7                             |                               |
| CMU | Ceramika Muchówka             | 8                             |                               |
| SNW | Szreniawa Nowy Wiśnicz        | 9                             |                               |
| JAD | Jadowniczanka Jadowniki       | 10                            |                               |
| SMO | Strażak Mokrzyska             | 11                            |                               |
| NRR | Novi/Rzezawianka Rzezawa      | 12                            |                               |
| VPU | Victoria Porąbka Uszewska     | 13                            |                               |
| Awans z klasy A 2022/2023                                                                                     |                               |                               |                               |
| grupa Bochnia                                                                                                 |                               |                               |                               |
| OCI | Orzeł Cikowice                | 1                             |                               |
| grupa Brzesko                                                                                                 |                               |                               |                               |
| OK2 | Okocimski KS II Brzesko       | 1                             |                               |
| Oznaczenia: - kolumna pierwsza – skróty nazw drużyn, - kolumna trzecia – miejsce zajęte w poprzednim sezonie. |                               |                               |                               |

Objaśnienia:
1. Sokół Maszkienice przegrał baraże o awans do V ligi z Sandecją II Nowy Sącz.

#### Tabela
| Lp. | Drużyna                      | M  | Z  | R | P  | Bramki | Bramki | Różn. | Pkt | Uwagi                       | Bezpośrednio                |
| --- | ---------------------------- | -- | -- | - | -- | ------ | ------ | ----- | --- | --------------------------- | --------------------------- |
| 1   | Sokół Maszkienice1 (M)       | 26 | 19 | 4 | 3  | 77     | 33     | +44   | 61  |                             |                             |
| 2   | Okocimski KS II Brzesko1     | 26 | 19 | 1 | 6  | 65     | 25     | +40   | 58  |                             |                             |
| 3   | Szreniawa Nowy Wiśnicz1 (A)  | 26 | 17 | 1 | 8  | 60     | 34     | +26   | 52  | Awans do V ligi             | SNW – NAS 5:2 NAS – SNW 0:1 |
| 4   | Naprzód Sobolów              | 26 | 17 | 1 | 8  | 78     | 40     | +38   | 52  |                             | SNW – NAS 5:2 NAS – SNW 0:1 |
| 5   | Rylovia Rylowa               | 26 | 16 | 2 | 8  | 66     | 41     | +25   | 50  |                             |                             |
| 6   | Błyskawica Proszówki         | 26 | 14 | 3 | 9  | 79     | 56     | +23   | 45  | BPR – JAD 0:0 JAD – BPR 3:3 |                             |
| 7   | Jadowniczanka Jadowniki      | 26 | 13 | 6 | 7  | 65     | 44     | +21   | 45  | BPR – JAD 0:0 JAD – BPR 3:3 |                             |
| 8   | Arkadia Olszyny              | 26 | 10 | 5 | 11 | 57     | 60     | −3    | 35  |                             |                             |
| 9   | Orzeł Cikowice               | 26 | 11 | 1 | 14 | 61     | 51     | +10   | 34  | OCI – SMO 3:1 SMO – OCI 2:2 |                             |
| 10  | Strażak Mokrzyska            | 26 | 11 | 1 | 14 | 57     | 50     | +7    | 34  | OCI – SMO 3:1 SMO – OCI 2:2 |                             |
| 11  | Ceramika Muchówka            | 26 | 9  | 2 | 15 | 41     | 64     | −23   | 29  |                             |                             |
| 12  | Victoria Porąbka Uszewska    | 26 | 6  | 4 | 16 | 40     | 72     | −32   | 22  |                             |                             |
| 13  | LKS Poręba Spytkowska (S)    | 26 | 2  | 1 | 23 | 18     | 102    | −84   | 7   | Spadek do klasy A           |                             |
| 14  | Novi/Rzezawianka Rzezawa (S) | 26 | 2  | 0 | 24 | 16     | 108    | −92   | 6   | Spadek do klasy A           |                             |

### Grupa Tarnów II

#### Drużyny
| Uczestnicy poprzedniej edycji                                                                                 | Uczestnicy poprzedniej edycji | Uczestnicy poprzedniej edycji | Uczestnicy poprzedniej edycji |
| --- | ----------------------------- | ----------------------------- | ----------------------------- |
| LRZ | LKS Rzuchowa                  | 21                            |                               |
| GGO | Gosłavia Gosławice            | 3                             |                               |
| DDT | Dąbrovia Dąbrowa Tarnowska    | 4                             |                               |
| KNJ | KS Nowa Jastrząbka-Żukowice   | 5                             |                               |
| LŁA | LKS Ładna                     | 6                             |                               |
| ŻAB | MLKS Żabno                    | 7                             |                               |
| ZAL | LUKS Zalipie                  | 8                             |                               |
| LSZ | LKS Szynwałd                  | 9                             |                               |
| SKR | LUKS Skrzyszów                | 10                            |                               |
| IOD | Ikar Odporyszów               | 11                            |                               |
| Spadek z V ligi 2022/2023                                                                                     |                               |                               |                               |
| grupa małopolska wschodnia                                                                                    |                               |                               |                               |
| RRA | Radłovia Radłów               | 14                            |                               |
| TUC | Tuchovia Tuchów               | 15                            |                               |
| Awans z klasy A 2022/2023                                                                                     |                               |                               |                               |
| grupa Tarnów                                                                                                  |                               |                               |                               |
| LKW | LKS Koszyce Wielkie           | 1                             |                               |
| grupa Żabno                                                                                                   |                               |                               |                               |
| ŁŁT | Łęgovia Łęg Tarnowski         | 1                             |                               |
| Oznaczenia: - kolumna pierwsza – skróty nazw drużyn, - kolumna trzecia – miejsce zajęte w poprzednim sezonie. |                               |                               |                               |

Objaśnienia:
1. LKS Rzuchowa przegrał baraże o awans do V ligi z Sandecją II Nowy Sącz.

#### Tabela
| Lp. | Drużyna                             | M  | Z  | R | P  | Bramki | Bramki | Różn. | Pkt | Uwagi                       | Bezpośrednio |
| --- | ----------------------------------- | -- | -- | - | -- | ------ | ------ | ----- | --- | --------------------------- | ------------ |
| 1   | KS Nowa Jastrząbka-Żukowice (M) (A) | 26 | 17 | 5 | 4  | 67     | 33     | +34   | 56  | Awans do V ligi             |              |
| 2   | Łęgovia Łęg Tarnowski (B)           | 26 | 16 | 3 | 7  | 56     | 32     | +24   | 51  | Baraże o awans do V ligi    |              |
| 3   | MLKS Żabno                          | 26 | 15 | 3 | 8  | 51     | 32     | +19   | 48  |                             |              |
| 4   | Radłovia Radłów                     | 26 | 13 | 5 | 8  | 64     | 38     | +26   | 44  |                             |              |
| 5   | LUKS Skrzyszów                      | 26 | 12 | 5 | 9  | 57     | 56     | +1    | 41  |                             |              |
| 6   | Dąbrovia Dąbrowa Tarnowska          | 26 | 10 | 8 | 8  | 43     | 33     | +10   | 38  |                             |              |
| 7   | LKS Ładna                           | 26 | 10 | 7 | 9  | 42     | 49     | −7    | 37  |                             |              |
| 8   | Ikar Odporyszów                     | 26 | 10 | 3 | 13 | 52     | 42     | +10   | 33  | IOD – GGO 2:3 GGO – IOD 1:2 |              |
| 9   | Gosłavia Gosławice                  | 26 | 10 | 3 | 13 | 34     | 38     | −4    | 33  | IOD – GGO 2:3 GGO – IOD 1:2 |              |
| 10  | LKS Szynwałd                        | 26 | 8  | 8 | 10 | 36     | 53     | −17   | 32  |                             |              |
| 11  | LKS Rzuchowa                        | 26 | 9  | 4 | 13 | 39     | 49     | −10   | 31  |                             |              |
| 12  | Tuchovia Tuchów (S)                 | 26 | 9  | 1 | 16 | 50     | 74     | −24   | 28  | Spadek do klasy A           |              |
| 13  | LKS Koszyce Wielkie (S)             | 26 | 8  | 2 | 16 | 35     | 55     | −20   | 26  | Spadek do klasy A           |              |
| 14  | LUKS Zalipie (S)                    | 26 | 4  | 5 | 17 | 23     | 65     | −42   | 17  | Spadek do klasy A           |              |

### Grupa Wadowice

#### Drużyny
| Uczestnicy poprzedniej edycji                                                                                 | Uczestnicy poprzedniej edycji | Uczestnicy poprzedniej edycji | Uczestnicy poprzedniej edycji |
| --- | ----------------------------- | ----------------------------- | ----------------------------- |
| BOS | Brzezina Osiek                | 21                            |                               |
| HTA | Halniak Targanice             | 3                             |                               |
| LKS | LKS Gorzów                    | 4                             |                               |
| RAJ | Strażak Rajsko                | 5                             |                               |
| VJA | Victoria 1918 Jaworzno        | 6                             |                               |
| NAR | Naroże Juszczyn               | 7                             |                               |
| LBO | LKS Bobrek                    | 8                             |                               |
| NGR | Nadwiślanin Gromiec           | 9                             |                               |
| BRZ | Górnik Brzeszcze              | 10                            |                               |
| ZBY | Zgoda Byczyna                 | 11                            |                               |
| BAB | Babia Góra Sucha Beskidzka    | 12                            |                               |
| HEJ | Hejnał Kęty                   | 13                            |                               |
| Awans z klasy A 2022/2023                                                                                     |                               |                               |                               |
| grupa Chrzanów                                                                                                |                               |                               |                               |
| PLU | Polonia Luszowice             | 2                             |                               |
| grupa Oświęcim                                                                                                |                               |                               |                               |
| ZMA | Zgoda Malec                   | 1                             |                               |
| grupa Wadowice I                                                                                              |                               |                               |                               |
| ŻKR | Żuraw Krzeszów                | 1                             |                               |
| grupa Wadowice II                                                                                             |                               |                               |                               |
| OCH | Olimpia Chocznia              | 1                             |                               |
| Oznaczenia: - kolumna pierwsza – skróty nazw drużyn, - kolumna trzecia – miejsce zajęte w poprzednim sezonie. |                               |                               |                               |

Objaśnienia:
1. Brzezina Osiek przegrała baraże o awans do V ligi z Górnikiem Wieliczka.
2. Błyskawica Myślachowice (mistrz grupy chrzanowskiej) zrezygnowała z awansu do klasy okręgowej, w związku z czym awansowała Polonia Luszowice[10].

#### Tabela
| Lp. | Drużyna                        | M  | Z  | R | P  | Bramki | Bramki | Różn. | Pkt | Uwagi                       | Bezpośrednio                |
| --- | ------------------------------ | -- | -- | - | -- | ------ | ------ | ----- | --- | --------------------------- | --------------------------- |
| 1   | Victoria 1918 Jaworzno (M) (A) | 30 | 19 | 7 | 4  | 85     | 32     | +53   | 64  | Awans do V ligi             |                             |
| 2   | Brzezina Osiek (B)             | 30 | 19 | 4 | 7  | 63     | 26     | +37   | 61  | Baraże o awans do V ligi    | BOS – ŻKR 3:0 ŻKR – BOS 0:0 |
| 3   | Żuraw Krzeszów                 | 30 | 19 | 4 | 7  | 73     | 33     | +40   | 61  |                             | BOS – ŻKR 3:0 ŻKR – BOS 0:0 |
| 4   | LKS Bobrek                     | 30 | 17 | 7 | 6  | 59     | 35     | +24   | 58  | LBO – NAR 1:0 NAR – LBO 2:1 |                             |
| 5   | Naroże Juszczyn                | 30 | 18 | 4 | 8  | 62     | 40     | +22   | 58  | LBO – NAR 1:0 NAR – LBO 2:1 |                             |
| 6   | Strażak Rajsko                 | 30 | 16 | 7 | 7  | 69     | 48     | +21   | 55  |                             |                             |
| 7   | Olimpia Chocznia               | 30 | 15 | 7 | 8  | 69     | 51     | +18   | 52  |                             |                             |
| 8   | Nadwiślanin Gromiec            | 30 | 15 | 6 | 9  | 66     | 50     | +16   | 51  |                             |                             |
| 9   | Babia Góra Sucha Beskidzka     | 30 | 10 | 9 | 11 | 50     | 52     | −2    | 39  | BAB – LKS 2:2 LKS – BAB 0:2 |                             |
| 10  | LKS Gorzów                     | 30 | 11 | 6 | 13 | 39     | 51     | −12   | 39  | BAB – LKS 2:2 LKS – BAB 0:2 |                             |
| 11  | Halniak Targanice              | 30 | 11 | 5 | 14 | 62     | 68     | −6    | 38  |                             |                             |
| 12  | Górnik Brzeszcze               | 30 | 9  | 7 | 14 | 43     | 58     | −15   | 34  |                             |                             |
| 13  | Zgoda Byczyna                  | 30 | 7  | 9 | 14 | 44     | 51     | −7    | 30  |                             |                             |
| 14  | Hejnał Kęty (S)                | 30 | 6  | 1 | 23 | 54     | 89     | −35   | 19  | Spadek do klasy A           |                             |
| 15  | Polonia Luszowice (S)          | 30 | 3  | 1 | 26 | 31     | 115    | −84   | 10  | Spadek do klasy A           |                             |
| 16  | Zgoda Malec (S)                | 30 | 3  | 0 | 27 | 38     | 108    | −70   | 9   | Spadek do klasy A           |                             |

### Baraże o awans do V ligi
Baraże podzielone zostały na ścieżkę zachodnią (przeznaczoną dla grup krakowskich i wadowickiej klasy okręgowej) oraz wschodnią (przeznaczoną dla grup nowosądeckich i tarnowskich). Pierwotnie w obu ścieżkach miało wziąć udział po 4 wicemistrzów grup klasy okręgowej z woj. małopolskiego. Ostatecznie jednak w ścieżce wschodniej wzięły udział 3 drużyny ze względu na rezygnację Sokoła Maszkienice brak możliwości awansu rezerw Okocimskiego KS Brzesko. Zwycięzcy obu ścieżek uzyskali awans do V ligi.

#### Ścieżka wschodnia

##### Półfinał
| 15 czerwca 2024 17:00 | Huragan Waksmund | 0:1(0:?) | LKS Zagórzany · ?'? |  |
|                       |                  |          |                     |  |

Awans do finału: LKS Zagórzany

##### Finał
| 22 czerwca 2024 17:00 | Łęgovia Łęg Tarnowski · ?'? · ?'? | 2:2 k. 5:4(?:?) | LKS Zagórzany · ?'? · ?'? |  |
|                       |                                   |                 |                           |  |

Zwycięzca: Łęgovia Łęg Tarnowski

#### Ścieżka zachodnia

##### Półfinał
| 15 czerwca 2024 17:00 | Pogoń Skotniki · ?'? · ?'? · ?'? · ?'? | 4:1(?:?) | Brzezina Osiek · ?'? |  |
|                       |                                        |          |                      |  |

Awans do finału: Pogoń Skotniki
| 15 czerwca 2024 17:00 | Orzeł Myślenice · ?'? · ?'? · ?'? | 3:0(?:0) | Zieleńczanka Zielonki |  |
|                       |                                   |          |                       |  |

Awans do finału: Orzeł Myślenice

##### Finał
| 22 czerwca 2024 15:00 | Pogoń Skotniki · ?'? · ?'? | 2:1(?:?) | Orzeł Myślenice · ?'? |  |
|                       |                            |          |                       |  |

Zwycięzca: Pogoń Skotniki

## Województwo mazowieckie

### Grupa Ciechanów-Ostrołęka

#### Drużyny
| Uczestnicy poprzedniej edycji                                                                                 | Uczestnicy poprzedniej edycji | Uczestnicy poprzedniej edycji | Uczestnicy poprzedniej edycji |
| --- | ----------------------------- | ----------------------------- | ----------------------------- |
| RRZ | Rzekunianka Rzekuń            | 2                             |                               |
| GLI | Kryształ Glinojeck            | 3                             |                               |
| SZY | Korona Szydłowo               | 4                             |                               |
| SNM | Sona Nowe Miasto              | 5                             |                               |
| OOM | Ostrovia Ostrów Mazowiecka    | 6                             |                               |
| STR | GKS Strzegowo                 | 7                             |                               |
| KUK | Kurpik Kadzidło               | 8                             |                               |
| GKS | GKS Gumino                    | 9                             |                               |
| TOJ | Tęcza Ojrzeń                  | 10                            |                               |
| KKO | Konopianka Konopki            | 11                            |                               |
| WRA | Wkra Radzanów                 | 12                            |                               |
| WSO | Wkra Sochocin                 | 13                            |                               |
| WDŁ | Wymakracz Długosiodło         | 14                            |                               |
| Spadek z V ligi 2022/2023                                                                                     |                               |                               |                               |
| grupa mazowiecka I                                                                                            |                               |                               |                               |
| ŻUR | Wkra Żuromin                  | 14                            |                               |
| Awans z klasy A 2022/2023                                                                                     |                               |                               |                               |
| grupa Ciechanów-Ostrołęka                                                                                     |                               |                               |                               |
| OOP | Opia Opinogóra                | 1                             |                               |
| UOŁ | ULKS Ołdaki                   | 2                             |                               |
| Oznaczenia: - kolumna pierwsza – skróty nazw drużyn, - kolumna trzecia – miejsce zajęte w poprzednim sezonie. |                               |                               |                               |

#### Tabela
| Lp. | Drużyna                    | M  | Z  | R | P  | Bramki | Bramki | Różn. | Pkt | Uwagi                       | Bezpośrednio |
| --- | -------------------------- | -- | -- | - | -- | ------ | ------ | ----- | --- | --------------------------- | ------------ |
| 1   | Wkra Żuromin (M) (A)       | 30 | 24 | 5 | 1  | 126    | 21     | +105  | 77  | Awans do V ligi             |              |
| 2   | Opia Opinogóra (B)         | 30 | 22 | 3 | 5  | 75     | 30     | +45   | 69  | Baraże o awans do V ligi    |              |
| 3   | Rzekunianka Rzekuń         | 30 | 20 | 2 | 8  | 86     | 48     | +38   | 62  |                             |              |
| 4   | Sona Nowe Miasto           | 30 | 16 | 7 | 7  | 60     | 38     | +22   | 55  |                             |              |
| 5   | Kryształ Glinojeck         | 30 | 16 | 6 | 8  | 64     | 51     | +13   | 54  |                             |              |
| 6   | GKS Strzegowo              | 30 | 16 | 2 | 12 | 74     | 53     | +21   | 50  |                             |              |
| 7   | Ostrovia Ostrów Mazowiecka | 30 | 15 | 4 | 11 | 68     | 55     | +13   | 49  |                             |              |
| 8   | ULKS Ołdaki                | 30 | 14 | 3 | 13 | 68     | 53     | +15   | 45  |                             |              |
| 9   | Korona Szydłowo            | 30 | 13 | 5 | 12 | 64     | 49     | +15   | 44  |                             |              |
| 10  | Wkra Radzanów              | 30 | 11 | 3 | 16 | 68     | 83     | −15   | 36  | WRA – KUK 7:1 KUK – WRA 3:3 |              |
| 11  | Kurpik Kadzidło            | 30 | 11 | 3 | 16 | 57     | 73     | −16   | 36  | WRA – KUK 7:1 KUK – WRA 3:3 |              |
| 12  | Tęcza Ojrzeń               | 30 | 10 | 4 | 16 | 57     | 61     | −4    | 34  |                             |              |
| 13  | Konopianka Konopki         | 30 | 8  | 7 | 15 | 56     | 77     | −21   | 31  |                             |              |
| 14  | Wymakracz Długosiodło (S)  | 30 | 7  | 3 | 20 | 46     | 80     | −34   | 24  | Spadek do klasy A           |              |
| 15  | Wkra Sochocin (S)          | 30 | 5  | 0 | 25 | 33     | 105    | −72   | 15  | Spadek do klasy A           |              |
| 16  | GKS Gumino (S)             | 30 | 3  | 1 | 26 | 42     | 167    | −125  | 10  | Spadek do klasy A           |              |

### Grupa Płock

#### Drużyny
| Uczestnicy poprzedniej edycji                                                                                 | Uczestnicy poprzedniej edycji | Uczestnicy poprzedniej edycji | Uczestnicy poprzedniej edycji |
| --- | ----------------------------- | ----------------------------- | ----------------------------- |
| KSE | Kasztelan Sierpc              | 2                             |                               |
| SMO | Sparta Mochowo                | 3                             |                               |
| UNI | Unia Iłów                     | 4                             |                               |
| ŁUK | Skrwa Łukomie                 | 5                             |                               |
| GĄB | Błękitni Gąbin                | 6                             |                               |
| SPR | Start Proboszczewice          | 7                             |                               |
| ZBI | Zryw Bielsk                   | 8                             |                               |
| SŁU | Delta Słupno                  | 9                             |                               |
| UNC | Unia Czermno                  | 10                            |                               |
| Spadek z V ligi 2022/2023                                                                                     |                               |                               |                               |
| grupa mazowiecka I                                                                                            |                               |                               |                               |
| SDO | Skra Drobin                   | 15                            |                               |
| Awans z klasy A 2022/2023                                                                                     |                               |                               |                               |
| grupa Płock                                                                                                   |                               |                               |                               |
| SZS | Szopen Sanniki                | 1                             |                               |
| SWY | Stegny Wyszogród              | 31                            |                               |
| Oznaczenia: - kolumna pierwsza – skróty nazw drużyn, - kolumna trzecia – miejsce zajęte w poprzednim sezonie. |                               |                               |                               |

Objaśnienia:
1. Po zakończeniu poprzedniego sezonu Wisła III Płock (wicemistrz grupy płockiej klasy A) zrezygnował z awansu do klasy okręgowej, w związku z czym awansowały Stegny Wyszogród[12].

#### Tabela
| Lp. | Drużyna                  | M  | Z  | R | P  | Bramki | Bramki | Różn. | Pkt | Uwagi                       | Bezpośrednio |
| --- | ------------------------ | -- | -- | - | -- | ------ | ------ | ----- | --- | --------------------------- | ------------ |
| 1   | Kasztelan Sierpc (M) (A) | 22 | 19 | 2 | 1  | 82     | 16     | +66   | 59  | Awans do V ligi             |              |
| 2   | Delta Słupno (B)         | 22 | 15 | 4 | 3  | 76     | 21     | +55   | 49  | Baraże o awans do V ligi    |              |
| 3   | Szopen Sanniki           | 22 | 14 | 2 | 6  | 63     | 35     | +28   | 44  |                             |              |
| 4   | Stegny Wyszogród         | 22 | 11 | 4 | 7  | 46     | 38     | +8    | 37  |                             |              |
| 5   | Skrwa Łukomie            | 22 | 9  | 5 | 8  | 59     | 48     | +11   | 32  | ŁUK – SMO 2:1 SMO – ŁUK 2:1 |              |
| 6   | Sparta Mochowo           | 22 | 10 | 2 | 10 | 65     | 67     | −2    | 32  | ŁUK – SMO 2:1 SMO – ŁUK 2:1 |              |
| 7   | Unia Iłów                | 22 | 9  | 3 | 10 | 58     | 65     | −7    | 30  |                             |              |
| 8   | Błękitni Gąbin           | 22 | 8  | 2 | 12 | 46     | 60     | −14   | 26  |                             |              |
| 9   | Start Proboszczewice     | 22 | 6  | 4 | 12 | 43     | 61     | −18   | 22  |                             |              |
| 10  | Unia Czermno             | 22 | 5  | 2 | 15 | 42     | 72     | −30   | 17  |                             |              |
| 11  | Zryw Bielsk (S)          | 22 | 4  | 4 | 14 | 38     | 77     | −39   | 16  | Spadek do klasy A           |              |
| 12  | Skra Drobin (S)          | 22 | 3  | 4 | 15 | 32     | 90     | −58   | 13  | Spadek do klasy A           |              |

### Grupa Radom

#### Drużyny
| Uczestnicy poprzedniej edycji                                                                                 | Uczestnicy poprzedniej edycji | Uczestnicy poprzedniej edycji | Uczestnicy poprzedniej edycji |
| --- | ----------------------------- | ----------------------------- | ----------------------------- |
| ORZ | Orzeł Wierzbica               | 2                             |                               |
| PIO | Proch Pionki                  | 3                             |                               |
| GTC | Gracja Tczów                  | 4                             |                               |
| PLI | Powiślanka Lipsko             | 5                             |                               |
| SZY | Szydłowianka Szydłowiec       | 6                             |                               |
| CRA | Centrum Radom                 | 7                             |                               |
| WAR | KS Warka                      | 8                             |                               |
| JJL | Jodła Jedlnia-Letnisko        | 9                             |                               |
| PNM | Pilica Nowe Miasto nad Pilicą | 10                            |                               |
| GRÓ | Mazowsze Grójec               | 11                            |                               |
| KRJ | Królewscy Jedlnia             | 12                            |                               |
| KBS | KS Błotnica Stara             | 141                           |                               |
| Awans z klasy A 2022/2023                                                                                     |                               |                               |                               |
| grupa Radom I                                                                                                 |                               |                               |                               |
| AIJ | Akcja I Jastrzębia            | 1                             |                               |
| IŁŻ | Polonia Iłża                  | 2                             |                               |
| grupa Radom II                                                                                                |                               |                               |                               |
| ZSU | Zodiak Sucha                  | 1                             |                               |
| ZAK | Wulkan Zakrzew                | 2                             |                               |
| Oznaczenia: - kolumna pierwsza – skróty nazw drużyn, - kolumna trzecia – miejsce zajęte w poprzednim sezonie. |                               |                               |                               |

Objaśnienia:
1. Gryf Policzna wycofał się po zakończeniu poprzedniego sezonu, w związku z czym utrzymała się KS Błotnica Stara[13].

#### Tabela
| Lp. | Drużyna                           | M  | Z  | R  | P  | Bramki | Bramki | Różn. | Pkt | Uwagi                       | Bezpośrednio |
| --- | --------------------------------- | -- | -- | -- | -- | ------ | ------ | ----- | --- | --------------------------- | ------------ |
| 1   | Proch Pionki (M) (A)              | 30 | 23 | 1  | 6  | 76     | 27     | +49   | 70  | Awans do V ligi             |              |
| 2   | KS Warka (B)                      | 30 | 21 | 4  | 5  | 93     | 33     | +60   | 67  | Baraże o awans do V ligi    |              |
| 3   | Szydłowianka Szydłowiec           | 30 | 16 | 7  | 7  | 57     | 23     | +34   | 55  |                             |              |
| 4   | Mazowsze Grójec                   | 30 | 15 | 9  | 6  | 48     | 30     | +18   | 54  | GRÓ – PLI 1:0 PLI – GRÓ 0:1 |              |
| 5   | Powiślanka Lipsko                 | 30 | 16 | 6  | 8  | 62     | 34     | +28   | 54  | GRÓ – PLI 1:0 PLI – GRÓ 0:1 |              |
| 6   | Centrum Radom                     | 30 | 15 | 4  | 11 | 57     | 47     | +10   | 49  |                             |              |
| 7   | Jodła Jedlnia-Letnisko            | 30 | 13 | 7  | 10 | 55     | 58     | −3    | 46  |                             |              |
| 8   | Orzeł Wierzbica                   | 30 | 13 | 3  | 14 | 42     | 50     | −8    | 42  |                             |              |
| 9   | Gracja Tczów                      | 30 | 12 | 4  | 14 | 63     | 65     | −2    | 40  |                             |              |
| 10  | KS Błotnica Stara                 | 30 | 11 | 5  | 14 | 36     | 61     | −25   | 38  |                             |              |
| 11  | Królewscy Jedlnia                 | 30 | 8  | 10 | 12 | 42     | 54     | −12   | 34  |                             |              |
| 12  | Zodiak Sucha                      | 30 | 10 | 2  | 18 | 55     | 77     | −22   | 32  |                             |              |
| 13  | Wulkan Zakrzew                    | 30 | 7  | 7  | 16 | 32     | 69     | −37   | 28  |                             |              |
| 14  | Polonia Iłża (S)                  | 30 | 6  | 9  | 15 | 52     | 62     | −10   | 27  | Spadek do klasy A           |              |
| 15  | Pilica Nowe Miasto nad Pilicą (S) | 30 | 5  | 9  | 16 | 42     | 63     | −21   | 24  | Spadek do klasy A           |              |
| 16  | Akcja I Jastrzębia (S)            | 30 | 4  | 3  | 23 | 29     | 88     | −59   | 15  | Spadek do klasy A           |              |

### Grupa Siedlce

#### Drużyny
| Uczestnicy poprzedniej edycji                                                                                 | Uczestnicy poprzedniej edycji | Uczestnicy poprzedniej edycji | Uczestnicy poprzedniej edycji |
| --- | ----------------------------- | ----------------------------- | ----------------------------- |
| ŁDK | ŁDK Łosice                    | 2                             |                               |
| UNI | Orzeł Unin                    | 3                             |                               |
| FSI | Fenix Siennica                | 4                             |                               |
| UGO | ULKS Gołąbek                  | 5                             |                               |
| WEK | Wektra Zbuczyn                | 6                             |                               |
| JŻE | Jastrząb Żeliszew             | 7                             |                               |
| ŻEL | Sęp Żelechów                  | 8                             |                               |
| MAŁ | MKS Małkinia                  | 9                             |                               |
| HHC | Hutnik Huta Czechy            | 10                            |                               |
| WĘG | Czarni Węgrów                 | 11                            |                               |
| ZSO | Zryw Sobolew                  | 12                            |                               |
| KOL | Kolektyw Oleśnica             | 13                            |                               |
| Spadek z V ligi 2022/2023                                                                                     |                               |                               |                               |
| grupa mazowiecka II                                                                                           |                               |                               |                               |
| PS2 | Pogoń II Siedlce              | 14                            |                               |
| JAB | Jabłonianka Jabłonna Lacka    | 15                            |                               |
| Awans z klasy A 2022/2023                                                                                     |                               |                               |                               |
| grupa Siedlce                                                                                                 |                               |                               |                               |
| SO2 | Podlasie II Sokołów Podlaski  | 1                             |                               |
| PGŃ | Promnik Gończyce              | 2                             |                               |
| Oznaczenia: - kolumna pierwsza – skróty nazw drużyn, - kolumna trzecia – miejsce zajęte w poprzednim sezonie. |                               |                               |                               |

#### Tabela
| Lp. | Drużyna                      | M  | Z  | R | P  | Bramki | Bramki | Różn. | Pkt | Uwagi                    | Bezpośrednio                |
| --- | ---------------------------- | -- | -- | - | -- | ------ | ------ | ----- | --- | ------------------------ | --------------------------- |
| 1   | Pogoń II Siedlce (M) (A)     | 30 | 25 | 2 | 3  | 123    | 27     | +96   | 77  | Awans do V ligi          | PS2 – WEK 1:2 WEK – PS2 0:1 |
| 2   | Wektra Zbuczyn (B)           | 30 | 25 | 2 | 3  | 101    | 29     | +72   | 77  | Baraże o awans do V ligi | PS2 – WEK 1:2 WEK – PS2 0:1 |
| 3   | Fenix Siennica               | 30 | 18 | 7 | 5  | 74     | 52     | +22   | 61  |                          |                             |
| 4   | ULKS Gołąbek                 | 30 | 19 | 3 | 8  | 87     | 63     | +24   | 60  |                          |                             |
| 5   | ŁDK Łosice                   | 30 | 13 | 9 | 8  | 74     | 56     | +18   | 48  |                          |                             |
| 6   | Zryw Sobolew                 | 30 | 13 | 6 | 11 | 72     | 68     | +4    | 45  |                          |                             |
| 7   | Orzeł Unin                   | 30 | 13 | 5 | 12 | 65     | 64     | +1    | 44  |                          |                             |
| 8   | Hutnik Huta Czechy           | 30 | 13 | 2 | 15 | 78     | 69     | +9    | 41  |                          |                             |
| 9   | Sęp Żelechów                 | 30 | 12 | 4 | 14 | 75     | 78     | −3    | 40  |                          |                             |
| 10  | Podlasie II Sokołów Podlaski | 30 | 12 | 2 | 16 | 56     | 70     | −14   | 38  |                          |                             |
| 11  | MKS Małkinia                 | 30 | 11 | 4 | 15 | 56     | 64     | −8    | 37  |                          |                             |
| 12  | Jastrząb Żeliszew            | 30 | 10 | 5 | 15 | 54     | 72     | −18   | 35  |                          |                             |
| 13  | Jabłonianka Jabłonna Lacka   | 30 | 8  | 5 | 17 | 64     | 94     | −30   | 29  |                          |                             |
| 14  | Promnik Gończyce (S)         | 30 | 5  | 7 | 18 | 46     | 80     | −34   | 22  | Spadek do klasy A        |                             |
| 15  | Czarni Węgrów (S)            | 30 | 4  | 8 | 18 | 37     | 88     | −51   | 20  | Spadek do klasy A        |                             |
| 16  | Kolektyw Oleśnica (S)        | 30 | 2  | 3 | 25 | 40     | 128    | −88   | 9   | Spadek do klasy A        |                             |

### Grupa Warszawa I

#### Drużyny
| Uczestnicy poprzedniej edycji                                                                                 | Uczestnicy poprzedniej edycji | Uczestnicy poprzedniej edycji | Uczestnicy poprzedniej edycji |
| --- | ----------------------------- | ----------------------------- | ----------------------------- |
| grupa Warszawa I                                                                                              |                               |                               |                               |
| BUG | Bug Wyszków                   | 2                             |                               |
| ŁOM | KS Łomianki                   | 3                             |                               |
| ŚW2 | Świt II Nowy Dwór Mazowiecki  | 4                             |                               |
| MNI | Madziar Nieporęt              | 5                             |                               |
| LG2 | Legionovia II Legionowo       | 6                             |                               |
| PKR | PKS Radość                    | 7                             |                               |
| PWA | MKS Polonia Warszawa          | 8                             |                               |
| WIC | Wicher Kobyłka                | 9                             |                               |
| KHA | KS Halinów                    | 10                            |                               |
| WIE | Dąb Wieliszew                 | 11                            |                               |
| GA2 | Wilga II Garwolin             | 12                            |                               |
| grupa Warszawa II                                                                                             |                               |                               |                               |
| GRO | Grom Warszawa                 | 3                             |                               |
| Awans z klasy A 2022/2023                                                                                     |                               |                               |                               |
| grupa Warszawa I                                                                                              |                               |                               |                               |
| MRA | Mazur Radzymin                | 1                             |                               |
| OZI | Orły Zielonka                 | 2                             |                               |
| grupa Warszawa II                                                                                             |                               |                               |                               |
| DEL | Delta Warszawa                | 1                             |                               |
| PRO | Promnik Łaskarzew             | 2                             |                               |
| Oznaczenia: - kolumna pierwsza – skróty nazw drużyn, - kolumna trzecia – miejsce zajęte w poprzednim sezonie. |                               |                               |                               |

#### Tabela
| Lp. | Drużyna                      | M  | Z  | R | P  | Bramki | Bramki | Różn. | Pkt | Uwagi                       | Bezpośrednio                |
| --- | ---------------------------- | -- | -- | - | -- | ------ | ------ | ----- | --- | --------------------------- | --------------------------- |
| 1   | KS Łomianki (M) (A)          | 30 | 28 | 1 | 1  | 127    | 19     | +108  | 85  | Awans do V ligi             |                             |
| 2   | Bug Wyszków (B)              | 30 | 25 | 2 | 3  | 88     | 25     | +63   | 77  | Baraże o awans do V ligi    |                             |
| 3   | Wicher Kobyłka               | 30 | 25 | 1 | 4  | 98     | 37     | +61   | 76  |                             |                             |
| 4   | Grom Warszawa                | 30 | 18 | 3 | 9  | 78     | 49     | +29   | 57  |                             |                             |
| 5   | Delta Warszawa               | 30 | 17 | 4 | 9  | 94     | 43     | +51   | 55  |                             |                             |
| 6   | Legionovia II Legionowo      | 30 | 15 | 3 | 12 | 63     | 61     | +2    | 48  |                             |                             |
| 7   | Wilga II Garwolin            | 30 | 13 | 3 | 14 | 58     | 70     | −12   | 42  | GA2 – OZI 7:2 OZI – GA2 3:2 |                             |
| 8   | Orły Zielonka                | 30 | 13 | 3 | 14 | 65     | 82     | −17   | 42  | GA2 – OZI 7:2 OZI – GA2 3:2 |                             |
| 9   | MKS Polonia Warszawa         | 30 | 13 | 1 | 16 | 53     | 56     | −3    | 40  |                             |                             |
| 10  | Świt II Nowy Dwór Mazowiecki | 30 | 10 | 5 | 15 | 80     | 66     | +14   | 35  | ŚW2 – MNI 8:0 MNI – ŚW2 4:4 |                             |
| 11  | Madziar Nieporęt             | 30 | 11 | 2 | 17 | 65     | 83     | −18   | 35  | ŚW2 – MNI 8:0 MNI – ŚW2 4:4 |                             |
| 12  | KS Halinów (B)               | 30 | 9  | 3 | 18 | 58     | 90     | −32   | 30  | Baraże o utrzymanie         |                             |
| 13  | PKS Radość (B)               | 30 | 8  | 4 | 18 | 43     | 76     | −33   | 28  | Baraże o utrzymanie         | PKR – MRA 4:4 MRA – PKR 1:3 |
| 14  | Mazur Radzymin (S)           | 30 | 7  | 7 | 16 | 49     | 82     | −33   | 28  | Spadek do klasy A           | PKR – MRA 4:4 MRA – PKR 1:3 |
| 15  | Promnik Łaskarzew (S)        | 30 | 3  | 3 | 24 | 29     | 117    | −88   | 12  | Spadek do klasy A           |                             |
| 16  | Dąb Wieliszew (S)            | 30 | 2  | 1 | 27 | 37     | 129    | −92   | 7   | Spadek do klasy A           |                             |

### Grupa Warszawa II

#### Drużyny
| Uczestnicy poprzedniej edycji                                                                                 | Uczestnicy poprzedniej edycji | Uczestnicy poprzedniej edycji | Uczestnicy poprzedniej edycji |
| --- | ----------------------------- | ----------------------------- | ----------------------------- |
| ZPR2 | Znicz II Pruszków             | 2                             |                               |
| NZI | Naprzód Zielonki              | 43                            |                               |
| UR2 | Ursus II Warszawa             | 5                             |                               |
| LOS | LKS Osuchów                   | 6                             |                               |
| PG2 | Pogoń II Grodzisk Mazowiecki  | 7                             |                               |
| LAC | Laura Chylice                 | 8                             |                               |
| CWA | Champion Warszawa             | 9                             |                               |
| RYŚ | Ryś Laski                     | 10                            |                               |
| POD | GKS Podolszyn                 | 11                            |                               |
| PNS | Promyk Nowa Sucha             | 12                            |                               |
| NAD | GLKS Nadarzyn                 | 131                           |                               |
| Spadek z IV ligi 2022/2023                                                                                    |                               |                               |                               |
| grupa mazowiecka                                                                                              |                               |                               |                               |
| ORB | Orzeł Baniocha                | 152                           |                               |
| Awans z klasy A 2022/2023                                                                                     |                               |                               |                               |
| grupa Warszawa III                                                                                            |                               |                               |                               |
| PRW | Progres Warszawa              | 1                             |                               |
| PZŁ | Perła Złotokłos               | 2                             |                               |
| grupa Warszawa IV                                                                                             |                               |                               |                               |
| ANW | Anprel Nowa Wieś              | 1                             |                               |
| MI2 | Milan II Milanówek            | 2                             |                               |
| Oznaczenia: - kolumna pierwsza – skróty nazw drużyn, - kolumna trzecia – miejsce zajęte w poprzednim sezonie. |                               |                               |                               |

Objaśnienia:
1. GLKS Nadarzyn wygrał baraże o utrzymanie w klasie okręgowej z KS-em Wesoła.
2. Orzeł Baniocha wycofał się po rundzie jesiennej poprzedniego sezonu z rozgrywek IV ligi, w związku z czym został zdegradowany o 2 szczeble rozgrywkowe do klasy okręgowej.
3. Naprzód Stare Babice powrócił przed sezonem do nazwy Naprzód Zielonki.

#### Tabela
| Lp. | Drużyna                      | M  | Z  | R | P  | Bramki | Bramki | Różn. | Pkt | Uwagi                                                           | Bezpośrednio |
| --- | ---------------------------- | -- | -- | - | -- | ------ | ------ | ----- | --- | --------------------------------------------------------------- | ------------ |
| 1   | Znicz II Pruszków (M) (A)    | 30 | 27 | 2 | 1  | 173    | 26     | +147  | 83  | Awans do V ligi                                                 |              |
| 2   | Naprzód Zielonki (B)         | 30 | 25 | 1 | 4  | 156    | 38     | +118  | 76  | Baraże o awans do V ligi                                        |              |
| 3   | Champion Warszawa            | 30 | 17 | 5 | 8  | 90     | 52     | +38   | 56  |                                                                 |              |
| 4   | Pogoń II Grodzisk Mazowiecki | 30 | 16 | 4 | 10 | 74     | 64     | +10   | 52  |                                                                 |              |
| 5   | Laura Chylice                | 30 | 14 | 7 | 9  | 80     | 62     | +18   | 49  |                                                                 |              |
| 6   | Ursus II Warszawa            | 30 | 13 | 6 | 11 | 79     | 68     | +11   | 45  |                                                                 |              |
| 7   | Promyk Nowa Sucha            | 30 | 12 | 6 | 12 | 54     | 60     | −6    | 42  |                                                                 |              |
| 8   | Perła Złotokłos              | 30 | 13 | 2 | 15 | 61     | 62     | −1    | 41  | PZŁ: 9 pkt, różn. +12 ANW: 6 pkt, różn. -6 POD: 3 pkt, różn. -6 |              |
| 9   | Anprel Nowa Wieś             | 30 | 12 | 5 | 13 | 49     | 70     | −21   | 41  | PZŁ: 9 pkt, różn. +12 ANW: 6 pkt, różn. -6 POD: 3 pkt, różn. -6 |              |
| 10  | GKS Podolszyn                | 30 | 11 | 8 | 11 | 52     | 67     | −15   | 41  | PZŁ: 9 pkt, różn. +12 ANW: 6 pkt, różn. -6 POD: 3 pkt, różn. -6 |              |
| 11  | Progres Warszawa             | 30 | 12 | 4 | 14 | 57     | 75     | −18   | 40  |                                                                 |              |
| 12  | Orzeł Baniocha (B)           | 30 | 10 | 8 | 12 | 56     | 88     | −32   | 38  | Baraże o utrzymanie                                             |              |
| 13  | LKS Osuchów (B)              | 30 | 7  | 6 | 17 | 36     | 86     | −50   | 27  | Baraże o utrzymanie                                             |              |
| 14  | Ryś Laski (S)                | 30 | 7  | 5 | 18 | 48     | 99     | −51   | 26  | Spadek do klasy A                                               |              |
| 15  | Milan II Milanówek (S)       | 30 | 4  | 4 | 22 | 28     | 86     | −58   | 16  | Spadek do klasy A                                               |              |
| 16  | GLKS Nadarzyn (S)            | 30 | 2  | 3 | 25 | 20     | 110    | −90   | 9   | Spadek do klasy A                                               |              |

### Baraże o awans do V ligi
W barażach o awans do V ligi wzięli udział wicemistrzowie 6 grup klasy okręgowej na terenie województwa mazowieckiego. Zwycięzcy dwumeczów uzyskali prawo do gry w V lidze w przyszłym sezonie.
| 26 czerwca 2024 18:00 | Naprzód Zielonki · 40' Michał Rojek · 46' Daniel Rosiński · 63' Michał Ocipka · 74' Krystian Przyborowski | 4:2(1:1) | Opia Opinogóra · 33', 62' Sebastian Tabaka |  |
|                       | |          |                                            |  |

| 29 czerwca 2024 16:00 | Opia Opinogóra · 58' Konrad Tereszkiewicz · 90' Łukasz Kosiorek | 2:2(0:1) | Naprzód Zielonki · 24' Michał Ocipka · 87' Bartosz Walczuk |  |
|                       |                                                                 |          |                                                            |  |

Zwycięzca: Naprzód Zielonki
| 26 czerwca 2024 18:00 | Wektra Zbuczyn · 40' Jakub Bobryk · 44' (sam.) Adam Pokorski · 55' Michał Wereszczyński · 71' Damian Prokurat | 4:1(2:0) | Delta Słupno · 85' Kuba Fabianowicz |  |
|                       | |          |                                     |  |

| 29 czerwca 2024 17:00 | Delta Słupno · 6' Krzysztof Machowski · 48' Adam Zaborowski · 53' Damian Szczytniewski · 81' Mateusz Dybiec | 4:0(1:0) | Wektra Zbuczyn |  |
|                       | |          |                |  |

Zwycięzca: Delta Słupno
| 26 czerwca 2024 18:30 | Bug Wyszków · 3' Wiktor Podolski · 46' Przemysław Nasiadka · 87' Piotr Połodziuk · 90' Wiktor Pietrzykowski | 4:0(3:0) | KS Warka |  |
|                       | |          |          |  |

| 29 czerwca 2024 17:00 | KS Warka · 19' (sam.) Jakub Imiołek · 43', 73' (sam.) Mateusz Maciak · 82' Michał Madej | 4:2(2:0) | Bug Wyszków · 48' Przemysław Nasiadka · 90' Arkadiusz Waszak |  |
|                       |                                                                                         |          |                                                              |  |

Zwycięzca: Bug Wyszków

### Baraże o utrzymanie w klasie okręgowej
Do baraży zostały zakwalifikowane drużyny z miejsc 12-13 obu grup warszawskich klasy okręgowej, jednak ostateczny kształt baraży był zależny od ilości wicemistrzów z grup warszawskich, którzy awansowali do V ligi. Ze względu na awans obu wicemistrzów, drużyny z 12. miejsca obu grup automatycznie się utrzymały (przez co nie dokończono ich dwumeczu), natomiast drużyny z 13. miejsca grały o ostatnie miejsce w klasie okręgowej, które otrzymał zwycięzca dwumeczu.

#### Baraż drużyn z 12. miejsca
| 26 czerwca 2024 18:00 | KS Halinów · ?'? | 1:4(?:?) | Orzeł Baniocha · ?'? · ?'? · ?'? · ?'? |  |
|                       |                  |          |                                        |  |

| 30 czerwca 2024 12:00 | Orzeł Baniocha | [ i ] | KS Halinów |  |
|                       |                |       |            |  |

1. ↑  Po awansie obu wicemistrzów grup warszawskich, baraż drużyn z miejsca 12. został anulowany.

#### Baraż drużyn z 13. miejsca
| 26 czerwca 2024 20:00 | PKS Radość · ?'? · ?'? | 2:5(?:?) | LKS Osuchów · ?'? · ?'? · ?'? · ?'? · ?'? |  |
|                       |                        |          |                                           |  |

| 30 czerwca 2023 10:00 | LKS Osuchów | 0:2(0:?) | PKS Radość · ?'? · ?'? |  |
|                       |             |          |                        |  |

Zwycięzca: LKS Osuchów

## Województwo opolskie

### Grupa opolska I

#### Drużyny
| Uczestnicy poprzedniej edycji                                                                                 | Uczestnicy poprzedniej edycji | Uczestnicy poprzedniej edycji | Uczestnicy poprzedniej edycji |
| --- | ----------------------------- | ----------------------------- | ----------------------------- |
| MEC | LZS Mechnice                  | 3                             |                               |
| ŁUB | Śląsk Łubniany                | 4                             |                               |
| NAM | Start Namysłów                | 5                             |                               |
| KSK | KS Krasiejów                  | 6                             |                               |
| SKO | LZS Skorogoszcz               | 7                             |                               |
| TOR | TOR Dobrzeń Wielki            | 8                             |                               |
| LKU | LZS Kuniów                    | 9                             |                               |
| KOL | Unia Kolonowskie              | 10                            |                               |
| SKM | Silesius Kotórz Mały          | 11                            |                               |
| Spadek z IV ligi 2022/2023                                                                                    |                               |                               |                               |
| grupa opolska                                                                                                 |                               |                               |                               |
| OLE | OKS Olesno                    | 121                           |                               |
| STJ | Start Jełowa                  | 14                            |                               |
| Awans z klasy A 2022/2023                                                                                     |                               |                               |                               |
| grupa opolska I                                                                                               |                               |                               |                               |
| SLD | Stobrawa Ligota Dolna         | 1                             |                               |
| BST | Budowlani Strojec             | 2                             |                               |
| grupa opolska II                                                                                              |                               |                               |                               |
| STA | LZS Starościn                 | 1                             |                               |
| grupa opolska V                                                                                               |                               |                               |                               |
| SZA | Stal Zawadzkie                | 1                             |                               |
| RKĘ | Rudatom Kępa                  | 23                            |                               |
| Oznaczenia: - kolumna pierwsza – skróty nazw drużyn, - kolumna trzecia – miejsce zajęte w poprzednim sezonie. |                               |                               |                               |

Objaśnienia:
1. OKS Olesno przegrał baraże o utrzymanie w IV lidze z Polonią Karłowice.
2. Budowlani Strojec mieli rywalizować o awans do klasy okręgowej w barażach z Sudetami Burgrabice, jednak ze względu na ich rezygnację z udziału, Budowlani Strojec uzyskali bezpośredni awans.
3. Rudatom Kępa wygrał baraże o awans do klasy okręgowej z Włókniarzem Kietrz.

#### Tabela
| Lp. | Drużyna                   | M  | Z  | R | P  | Bramki | Bramki | Różn. | Pkt | Uwagi                       | Bezpośrednio |
| --- | ------------------------- | -- | -- | - | -- | ------ | ------ | ----- | --- | --------------------------- | ------------ |
| 1   | LZS Starościn (M) (A)     | 30 | 25 | 4 | 1  | 92     | 31     | +61   | 79  | Awans do IV ligi            |              |
| 2   | Śląsk Łubniany (B)        | 30 | 22 | 4 | 4  | 92     | 37     | +55   | 70  | Baraże o awans do IV ligi   |              |
| 3   | Start Namysłów            | 30 | 20 | 5 | 5  | 72     | 40     | +32   | 65  |                             |              |
| 4   | Stal Zawadzkie            | 30 | 19 | 1 | 10 | 93     | 47     | +46   | 58  |                             |              |
| 5   | Start Jełowa              | 30 | 18 | 2 | 10 | 91     | 48     | +43   | 56  |                             |              |
| 6   | TOR Dobrzeń Wielki        | 30 | 16 | 6 | 8  | 58     | 38     | +20   | 54  |                             |              |
| 7   | LZS Skorogoszcz           | 30 | 13 | 2 | 15 | 55     | 65     | −10   | 41  |                             |              |
| 8   | KS Krasiejów              | 30 | 12 | 3 | 15 | 74     | 66     | +8    | 39  |                             |              |
| 9   | OKS Olesno                | 30 | 10 | 6 | 14 | 52     | 49     | +3    | 36  | OLE – KOL 3:2 KOL – OLE 0:2 |              |
| 10  | Unia Kolonowskie          | 30 | 11 | 3 | 16 | 55     | 79     | −24   | 36  | OLE – KOL 3:2 KOL – OLE 0:2 |              |
| 11  | LZS Mechnice              | 30 | 11 | 2 | 17 | 51     | 69     | −18   | 35  |                             |              |
| 12  | Silesius Kotórz Mały1 (B) | 30 | 9  | 4 | 17 | 47     | 73     | −26   | 31  | Baraże o utrzymanie         |              |
| 13  | LZS Kuniów (S)            | 30 | 7  | 7 | 16 | 41     | 62     | −21   | 28  | Spadek do klasy A           |              |
| 14  | Stobrawa Ligota Dolna (S) | 30 | 7  | 6 | 17 | 46     | 109    | −63   | 27  | Spadek do klasy A           |              |
| 15  | Rudatom Kępa (S)          | 30 | 8  | 2 | 20 | 45     | 82     | −37   | 26  | Spadek do klasy A           |              |
| 16  | Budowlani Strojec (S)     | 30 | 2  | 3 | 25 | 24     | 93     | −69   | 9   | Spadek do klasy A           |              |

### Grupa opolska II

#### Drużyny
| Uczestnicy poprzedniej edycji                                                                                 | Uczestnicy poprzedniej edycji | Uczestnicy poprzedniej edycji | Uczestnicy poprzedniej edycji |
| --- | ----------------------------- | ----------------------------- | ----------------------------- |
| grupa opolska II                                                                                              |                               |                               |                               |
| ŹLI | Orzeł Źlinice                 | 3                             |                               |
| OTM | Czarni Otmuchów               | 4                             |                               |
| KĘD | Chemik Kędzierzyn-Koźle       | 5                             |                               |
| GGŁ | GKS Głuchołazy                | 6                             |                               |
| UJA | Union Ujazd                   | 7                             |                               |
| KST | KS Twardawa                   | 8                             |                               |
| OBR | Orzeł Branice                 | 9                             |                               |
| LGO | LKS Goświnowice               | 10                            |                               |
| LRA | LZS Racławiczki               | 11                            |                               |
| grupa opolska I                                                                                               |                               |                               |                               |
| LCR | LZS Chrząstowice              | 12                            |                               |
| Spadek z IV ligi 2022/2023                                                                                    |                               |                               |                               |
| grupa opolska                                                                                                 |                               |                               |                               |
| SKG | Skalnik Gracze                | 132                           |                               |
| GŁU | Polonia Głubczyce             | 15                            |                               |
| UKR | Unia Krapkowice               | 16                            |                               |
| Awans z klasy A 2022/2023                                                                                     |                               |                               |                               |
| grupa opolska III                                                                                             |                               |                               |                               |
| LJĘ | LZS Jędrzychów                | 1                             |                               |
| grupa opolska IV                                                                                              |                               |                               |                               |
| PRÓ | Polonia Prószków              | 1                             |                               |
| grupa opolska VI                                                                                              |                               |                               |                               |
| LRA | LZS Raszowa                   | 1                             |                               |
| Oznaczenia: - kolumna pierwsza – skróty nazw drużyn, - kolumna trzecia – miejsce zajęte w poprzednim sezonie. |                               |                               |                               |

Objaśnienia:
1. Skalnik Gracze przegrał baraże o utrzymanie w IV lidze z Pogonią Prudnik.

#### Tabela
| Lp. | Drużyna                   | M  | Z  | R | P  | Bramki | Bramki | Różn. | Pkt | Uwagi                     | Bezpośrednio |
| --- | ------------------------- | -- | -- | - | -- | ------ | ------ | ----- | --- | ------------------------- | ------------ |
| 1   | Polonia Głubczyce (M) (A) | 30 | 25 | 2 | 3  | 121    | 53     | +68   | 77  | Awans do IV ligi          |              |
| 2   | Czarni Otmuchów (B)       | 30 | 22 | 2 | 6  | 98     | 38     | +60   | 68  | Baraże o awans do IV ligi |              |
| 3   | Orzeł Źlinice             | 30 | 20 | 3 | 7  | 96     | 55     | +41   | 63  |                           |              |
| 4   | GKS Głuchołazy            | 30 | 18 | 4 | 8  | 59     | 42     | +17   | 58  |                           |              |
| 5   | Chemik Kędzierzyn-Koźle   | 30 | 14 | 8 | 8  | 75     | 49     | +26   | 50  |                           |              |
| 6   | Polonia Prószków          | 30 | 14 | 3 | 13 | 67     | 52     | +15   | 45  |                           |              |
| 7   | Orzeł Branice             | 30 | 13 | 5 | 12 | 72     | 65     | +7    | 44  |                           |              |
| 8   | LZS Racławiczki           | 30 | 12 | 6 | 12 | 62     | 50     | +12   | 42  |                           |              |
| 9   | KS Twardawa               | 30 | 12 | 5 | 13 | 48     | 52     | −4    | 41  |                           |              |
| 10  | Skalnik Gracze            | 30 | 12 | 4 | 14 | 80     | 66     | +14   | 40  |                           |              |
| 11  | Union Ujazd               | 30 | 12 | 3 | 15 | 69     | 71     | −2    | 39  |                           |              |
| 12  | LZS Chrząstowice (B)      | 30 | 10 | 4 | 16 | 54     | 73     | −19   | 34  | Baraże o utrzymanie       |              |
| 13  | Unia Krapkowice (S)       | 30 | 10 | 2 | 18 | 62     | 71     | −9    | 32  | Spadek do klasy A         |              |
| 14  | LKS Goświnowice (S)       | 30 | 8  | 4 | 18 | 61     | 91     | −30   | 28  | Spadek do klasy A         |              |
| 15  | LZS Raszowa (S)           | 30 | 6  | 3 | 21 | 46     | 102    | −56   | 21  | Spadek do klasy A         |              |
| 16  | LZS Jędrzychów (S)        | 30 | 3  | 0 | 27 | 18     | 158    | −140  | 9   | Spadek do klasy A         |              |

### Baraże o awans do IV ligi
W barażach o awans wzięły udział drużyny z miejsc 12-13 z IV ligi oraz wicemistrzowie obu grup opolskich klasy okręgowych. Zwycięzcy uzyskali możliwość gry w IV lidze w następnym sezonie. 
| 8 czerwca 2024 17:00 | Czarni Otmuchów | 0:0(0:0) | LZS Walce |  |
|                      |                 |          |           |  |

| 12 czerwca 2024 18:00 | LZS Walce | 0:0 k. 9:8(0:0) | Czarni Otmuchów |  |
|                       |           |                 |                 |  |

Zwycięzca: LZS Walce
| 8 czerwca 2024 17:00 | Śląsk Łubniany · ?'? · ?'? | 2:1(?:?) | LZS Domaszkowice · ?'? |  |
|                      |                            |          |                        |  |

| 12 czerwca 2024 18:00 | LZS Domaszkowice · ?'? · ?'? | 2:4(?:?) | Śląsk Łubniany · ?'? · ?'?<br?> ?'? · ?'? |  |
|                       |                              |          |                                           |  |

Zwycięzca: Śląsk Łubniany

### Baraże o utrzymanie w klasie okręgowej
W barażach o utrzymanie wzięły udział drużyny z miejsca 12. obu grup klasy okręgowej na terenie województwa opolskiego. Zwycięzca dwumeczu uzyskał prawo do gry w klasie okręgowej w następnym sezonie.
| 8 czerwca 2024 17:00 | Silesius Kotórz Mały · ?'? · ?'? | 2:2(?:?) | LZS Chrząstowice · ?'? · ?'? |  |
|                      |                                  |          |                              |  |

| 12 czerwca 2024 18:00 | LZS Chrząstowice · ?'? | 1:0(0:0) | Silesius Kotórz Mały |  |
|                       |                        |          |                      |  |

Zwycięzca: LZS Chrząstowice
Uwaga!
Pomimo porażki w barażach, Silesius Kotórz Mały utrzymał się ze względu na rezygnację z awansu wicemistrza II grupy opolskiej klasy A, LZS-u Skarbimierz.